# Ensjø (metrostation)
Ensjø is een metrostation in de Noorse hoofdstad Oslo. Het station werd geopend op 22 mei 1966 en wordt bediend door de lijnen 1, 2, 3 en 4 van de metro van Oslo.